# Paradise (del av en befolkad plats)
Paradise är en del av en befolkad plats i Australien. Den ligger i kommunen Campbelltown och delstaten South Australia, nära delstatshuvudstaden Adelaide.
Runt Paradise är det ganska tätbefolkat, med 58 invånare per kvadratkilometer.. Närmaste större samhälle är Adelaide, nära Paradise. 
I omgivningarna runt Paradise växer i huvudsak blandskog. Genomsnittlig årsnederbörd är 593 millimeter. Den regnigaste månaden är juli, med i genomsnitt 95 mm nederbörd, och den torraste är december, med 13 mm nederbörd.